# Carlos Manuel Reglero de la Fuente
Carlos Manuel Reglero de la Fuente es un historiador y medievalista español.

## Biografía
Reglero, catedrático de la Universidad de Valladolid, ha dedicado parte de su obra al estudio de la Orden de Cluny.
Entre sus publicaciones se encuentran dos monografías originadas a partir de su tesis doctoral: Los Señoríos de los Montes de Torozos: de la Replobación al Becerro de las Behetrías (Siglos X-XIV) (Universidad de Valladolid, 1993) y Espacio y poder en la Castilla Medieval: los Montes de Torozos (siglos X-XIV) (Diputación Provincial de Valladolid, 1994), en las que analiza la región de los montes Torozos. También es autor de Cluny en España. Los prioratos de la provincia y sus redes sociales (1073-ca 1270) (Centro de estudios e investigación San Isidoro, 2008) y Amigos exigentes, servidores infieles: La crisis de la orden de Cluny en España (1270-1379) (CSIC, 2014).